# ان لويز لامبرت
ان لويز لامبرت (بالإنجليزية: Anne-Louise Lambert) هي ممثلة أسترالية، ولدت في 21 أغسطس 1955 ببريزبان في أستراليا.

## وصلات خارجية
- ان لويز لامبرت على موقع IMDb (الإنجليزية)
- ان لويز لامبرت على موقع ألو سيني (الفرنسية)
- ان لويز لامبرت على موقع أول موفي (الإنجليزية)
- ان لويز لامبرت على موقع قاعدة بيانات الأفلام السويدية (السويدية)
- ان لويز لامبرت على موقع قاعدة بيانات الفيلم (الإنجليزية)
- ان لويز لامبرت على موقع كينوبويسك (الروسية)